# Leonidas (Minnesota)
Leonidas és una població dels Estats Units a l'estat de Minnesota. Segons el cens del 2000 tenia 60 habitants.

## Demografia
Segons el cens del 2000, Leonidas tenia 60 habitants, 26 habitatges, i 19 famílies. La densitat de població era de 17,4 habitants per km².
Dels 26 habitatges en un 34,6% hi vivien nens de menys de 18 anys, en un 57,7% hi vivien parelles casades, en un 3,8% dones solteres, i en un 26,9% no eren unitats familiars. En el 15,4% dels habitatges hi vivien persones soles el 7,7% de les quals corresponia a persones de 65 anys o més que vivien soles. El nombre mitjà de persones vivint en cada habitatge era de 2,31 i el nombre mitjà de persones que vivien en cada família era de 2,58.
Per edats la població es repartia de la següent manera: un 23,3% tenia menys de 18 anys, un 10% entre 18 i 24, un 23,3% entre 25 i 44, un 30% de 45 a 60 i un 13,3% 65 anys o més.
L'edat mediana era de 42 anys. Per cada 100 dones de 18 o més anys hi havia 100 homes.
La renda mediana per habitatge era de 19.167 $ i la renda mediana per família de 19.583 $. Els homes tenien una renda mediana de 31.250 $ mentre que les dones 40.000 $. La renda per capita de la població era de 15.023 $. Entorn del 20% de les famílies i el 14,3% de la població estaven per davall del llindar de pobresa.

## Poblacions més properes
El següent diagrama mostra les poblacions més properes.